# Jambaldinni, Devadurga
Jambaldinni là một làng thuộc tehsil Devadurga, huyện Raichur, bang Karnataka, Ấn Độ.